# اریش ناتوش
اریش ناتوش (آلمانی: Erich Natusch; ۲۳ فوریهٔ ۱۹۱۲ – ۱۱ مارس ۱۹۹۹) قایقران قایق بادبانی اهل آلمان بود.